# Gudrun Landgrebe

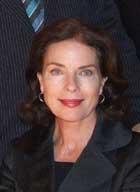
Gudrun Landgrebe

Gudrun Landgrebe (n. 20 iunie 1950, Göttingen, RFG) este o actriță germană. Gudrun a copilărit în Bochum. Între anii 1968 - 1971 a urmat cursurile la școala de teatru în Köln.

## Filmografie
- 1977: Aufforderung zum Tanz (TV)
- 1981: Dabbel Trabbel
- 1983: Die flambierte Frau
- 1983: Annas Mutter
- 1984: Tausend Augen
- 1984: Heimat – Eine deutsche Chronik (serial TV)
- 1984: Die Dame vom Palace-Hotel
- 1984: Matt in 13 Zügen (serial TV)
- 1984: Die andere Seite des Mondes (TV)
- 1985: Yerma
- 1985: Colonelul Redl
- 1985: Leidenschaften
- 1987: Salü Palü (serial TV Tatort)
- 1988: Die Katze
- 1988: Der Bastard (Fernsehsechsteiler)
- 1990: High Score
- 1990: Das Haus am Watt (TV)
- 1990: Die Kaltenbach-Papiere (Teil 1 Sharon, Teil 2 Eva) - Regie: Rainer Erler
- 1991: Das Gesicht unter Wasser (serial TV Peter Strohm)
- 1991: Die Kaltenbach-Papiere (serial TV)
- 1991: Geliebte Milena
- 1991: Die Hütte am See (serial TV)
- 1991: L'ombre
- 1992: Schneewittchen und das Geheimnis der Zwerge (TV)
- 1992: Katharina und Kaviar (serial TV Wolffs Revier)
- 1992: Wunderjahre
- 1993: Ein Ticket zum Himmel (serial TV Ein Fall für zwei)
- 1993: Ein Mann für jede Tonart
- 1993: Mord in der Toskana (serial TV)
- 1993: Goldstaub (TV)
- 1993-95: Schloß Hohenstein – Irrwege zum Glück (serial TV)
- 1993: Das Ende einer Ermittlung (serial TV Der Alte)
- 1994: Gefährliche Spiele (TV)
- 1994: Ein unvergeßliches Wochenende … in Sevilla (TV)
- 1994: Ärzte (serial TV)
- 1994: Mördergrube (serial TV Der Alte)
- 1994: Das Schwein – Eine deutsche Karriere (Fernsehdreiteiler)
- 1995: Ich liebe den Mann meiner Tochter (TV)
- 1995: Herr Widanje träumt schlecht (serial TV Derrick)
- 1995: Ein Mord, zweiter Teil (serial TV Derrick)
- 1995: Die Verlorenen (serial TV Der Alte)
- 1996: Tresko – Der Maulwurf (TV)
- 1996: Tresko – Im Visier der Drogenmafia (TV)
- 1996: Tresko – Amigo Affäre (TV)
- 1996: Der Lebensretter (serial TV Der Alte)
- 1996: Tomskys letzte Reise (serial TV Die Männer vom K3)
- 1997: Die Stunden vor dem Morgengrauen (TV)
- 1997: Rossini – oder die mörderische Frage, wer mit wem schlief
- 1997: Das Hochzeitsgeschenk (TV)
- 1997: Zwei Tote – wofür? (serial TV Der Alte)
- 1997: Betrogen – Eine Ehe am Ende (TV)
- 1998: Zucker für die Bestie, Regie: Markus Fischer (TV)
- 1998: Opernball (TV)
- 1998: Fever
- 1998: Das merkwürdige Verhalten geschlechtsreifer Großstädter zur Paarungszeit
- 1998: Eine Sünde zuviel (TV)
- 1999: Der Jobkiller (serial TV Siska)
- 1999: Das Mädchen aus der Torte (TV)
- 1999: Die Sünde der Engel (TV)
- 1999: Wer liebt, dem wachsen Flügel
- 2000: Tote schweigen nicht (serial TV Die Verbrechen des Professor Capellari)
- 2000: Das Tattoo – Tödliche Zeichen (TV)
- 2000: Vendetta (Donna Leon)
- 2000: Die Millennium-Katastrophe – Computer-Crash 2000 (TV)
- 2000: Nach eigenen Gesetzen (serial TV Tatort)
- 2001: Eine kleine Geschichte
- 2001: Der Vamp im Schlafrock (TV)
- 2001: Viktor Vogel – Commercial Man
- 2001: Stiller Sturm
- 2002: Die Göttin (serial TV Die Cleveren, 2 Teile)
- 2002: Herz oder Knete (TV)
- 2002: Liebe darf alles (serial TV)
- 2002: Problemzone Mann (TV)
- 2002: Das Haus der Schwestern (TV)
- 2003: Die Liebe und ihr Preis (serial TV Tatort)
- 2003: Verliebte Diebe (TV)
- 2004: Der Bestseller – Wiener Blut (TV)
- 2004: Alles Samba (TV)
- 2005: Kapstadt sehen und sterben (serial TV SOKO 5113)
- 2005: Herzlichen Glückwunsch (TV)
- 2005: Eine Prinzessin zum Verlieben (TV)
- 2005: Mein Mann und seine Mütter (TV)
- 2006: Störtebeker (TV)
- 2006: Heimat-Fragmente – Die Frauen
- 2007: Hänsel und Gretel – Ein Fall für die Supergranny
- 2008: Warten auf Angelina
- 2009: Von ganzem Herzen
- 2009: So ein Schlamassel
- 2010: Jud Süß – Film ohne Gewissen
- 2010: Unsterblich schön (serial TV Tatort)